# Liste der Bürgermeister von Kapsweyer
Die Liste der Bürgermeister von Kapsweyer umfasst alle Bürgermeister, die seit 1800 die Ortsgemeinde Kapsweyer regierten.

## Liste
- 1800–1812 Martin Conrath (Maire et Officier de l’etat civil Bürgermeister und Standesbeamter)
- 1813–1819 Wingerter
- 1820–1829 Martin  Conrath (schon 1800–12 im Amt)
- 1830–1832 Georg Franz Beck
- 1833–1834 Martin Nist
- 1835 (1.1.–4.2.) Caspar Röhrig
- 1835–1838 Johannes Conrath
- 1838–1852 Jakob Baumgarten
- 1853–1854 Johannes Conrath (schon 1835–38 im Amt)
- 1855–1858 Martin Nist (schon 1833–34 im Amt)
- 1858–1869 Georg Fridmann
- 1870–1873 Andreas Conrath
- 1874–1884 Jakob Heil
- 1885–1899 Johann Georg Eichmann
- 1900–1920 Franz-Josef Frey
- 1920–1922 Jakob Gewahl
- 1923 Philipp  Heil (vom 1. Januar 1923 bis 1. Mai 1923)
- 1923–1933 Karl Paul
- 1933–1936 Hermann Wilhelm
- 1936–1944/45 Fritz Kirch (Amtsbürgermeister der Amtsbürgermeisterei)
- 1945–1948 Josef Heil
- 1948–1964 Emil Frey
- 1964–1981 Hans Zimmermann
- 1981–1992 Raimund Zimmermann
- 1992–2014 Hermann Paul
- 2014–2024 Felix Schönung
- seit 2024 Bernhard Jud